# Леон Расселл
Леон Расселл (англ. Leon Russell; 2 квітня 1941, Ловтон, Оклахома, США — 13 листопада 2016), справжнє ім'я Клод Расселл Бріджес (Claude Russell Bridges) — вокаліст, піаніст, гітарист, композитор, аранжувальник, автор текстів, продюсер.

## Життєпис
Ще у дитинстві Расселл опанував гру на фортепіано та трубі, а 1955 року дебютував на музичній сцені, керуючи акомпанувальними групами Джері Лі Льюїса та Ронні Хоукінса.
Також у цей період він регулярно брав участь як сесійний піаніст у популярній американській телевізійній програмі «Shindig».
З 1962 року Расселл почав працювати у Лос-Анджелесі студійним музикантом (іноді аранжувальником) з підопічними Філа Спектора, наприклад, The Ronettes, Crystals та The Righteous Brothers. Побічно він відшліфовував свою майстерність гри на гітарі під керівництвом Джеймса Бертона. Крім підопічних Спектора, Леон акомпанував у студії таким стилістично різним виконавцям, як Френк Сінатра, Боббі Дейрін, The Birds, Херб Алперт та Пол Рівер.
1968 року Расселл разом з Марком Бенно (Marc Benno) — вокал, гітара, утворили дует Asylum Choir, який хоч і мав культовий статус, проте виявився комерційно невдалим. Завдяки знайомству музиканта з подружнім дуетом Delaney & Bonnie Bramlett виникла формація Mad Dogs & Englishmen, яка супроводжувала Джо Кокера в американському турне. Незабаром у виконанні Кокера композиція Рассела «Delta Lady» стала великим британським хітом.
На хвилі цього успіху Леон разом з продюсером Денні Корделлом утворив фонографічну фірму «Shelter Records». На цій фірмі Расселл дебютував 1970 року як соліст альбомом «Leon Russell», який отримав одностайні прихильні рецензії. В ролі студійних музикантів участь у запису цієї платівки взяли Стів Вінвуд, Ерік Клептон, Чарлі Воттс, Білл Ваймен та Рінго Старр. На черговому лонгплеї «Leon Russell & The Shelter People» з'явились також Боб Ділан та Дейв Мейсон, а підсумком дуже плодовитого для Расселла 1971 року стала участь в історичному концерті на допомогу мешканцям Бангладеш.
На жаль, виснажений фізично та нервово, артист змушений був припинити музичну діяльність.
Однак майже після річної перерви Расселл повернувся вдалим альбомом «Carney», який 1972 року піднявся до другого місця в американському чарті і розійшовся мільйонним тиражем. Наступного року з'явився також вдалий лонгплей «Hank Wilsons Back», який був посвятою легендарним виконавцям музики кантрі. На увагу заслуговував також продюсований Расселлом альбом його дружини — темношкірої співачки Мері Маккрері, а також записана пізніше версія хіта Тіма Хардіна «If I Were A Carpenter».
У другій половині 70-х років музикант сконцентрував свою увагу більше на сольній діяльності. 1977 року він отримав премію «Ґреммі» за твір «This Masquarade», популяризований Джорджем Бенсоном. Співпраця з Віллі Нельсоном принесла свої плоди у вигляді чергового кантрі-альбому «One For The Road», який вважається одним з найкращих досягнень Расселла. сингл «Heartbreak Hotel», потрапивши на вершину американського чарту, підтвердив високі позиції' артиста у музиці кантрі. Внаслідок захоплення блюграес з'явився концертний лонгплей «The Live Album», записаний разом з групою New Grass Revival.
1984 року після видання платівки «Hank Wilsons Volume II» Расселл занурився у роботу на власній відеофонографічній фірмі.
На музичний ринок Рассел повернувся 1992 року з альбомом «Anything Will Happen», який щоправда приніс розчарування. Проте попри це артист давно заслужив шану та місце на музичному Олімпі.
У листопаді 2009 року Леон Рассел і видатний англійський співак і музикант Сер Елтон Джон та поет Берні Тоупін написали декілька пісень для нового спільного альбому. Студійна робота над ним триватиме в другій половині січня та в лютому 2010 року. На березень у Рассела намічене гастрольне турне.

## Дискографія
- 1970: Leon Russell
- 1971: Leon Russell & The Shelter People
- 1972: Carney
- 1973: Hank Willson's Back
- 1973: Leon Live
- 1974: Looking Back
- 1974: Stop All That Jazz
- 1975: Will O'The Wisp
- 1975: Live In Japan
- 1976: The Wedding Album (як Leon & Mary Russell)
- 1976: The Best Of Leon
- 1977: Make Love To The Music (як Leon & Mary Russell)
- 1978: Americana
- 1979: Willie & Leon — One For The Road (разом з Віллі Нельсоном)
- 1979: Life & Love
- 1981: The Live Album — Leon Russell & New Grass Revival
- 1984: Solid State
- 1984: Hank Wilson Vol.2
- 1992: Anything Will Happen (як Hank Wilson)
- 1992: The Collection
- 1996: Gimme Shelter — The Best Of Leon Russell
- 1997: Retrospective
- 1998: Hank Wilson. Vol.3 — Legend In My Time.